# Бърлсън (окръг, Тексас)
Окръг Бърлсън (на английски: Burleson County) е окръг в щата Тексас, Съединени американски щати. Площта му е 1756 km², а населението - 16 470 души (2000). Административен център е град Колдуел.